# 비오비오주

비오비오 주의 위치

비오비오주(스페인어: Región del Bío-Bío)는 칠레 중부에 위치한 주로 주도는 콘셉시온이며 면적은 37,068.7km2, 인구는 2,100,494명(2014년 기준)이다. 4개 현(콘셉시온 현, 뉴블레 현, 비오비오현, 아라우코 현)을 관할한다.

주기
주 문장